# Johannes Felbermeyer

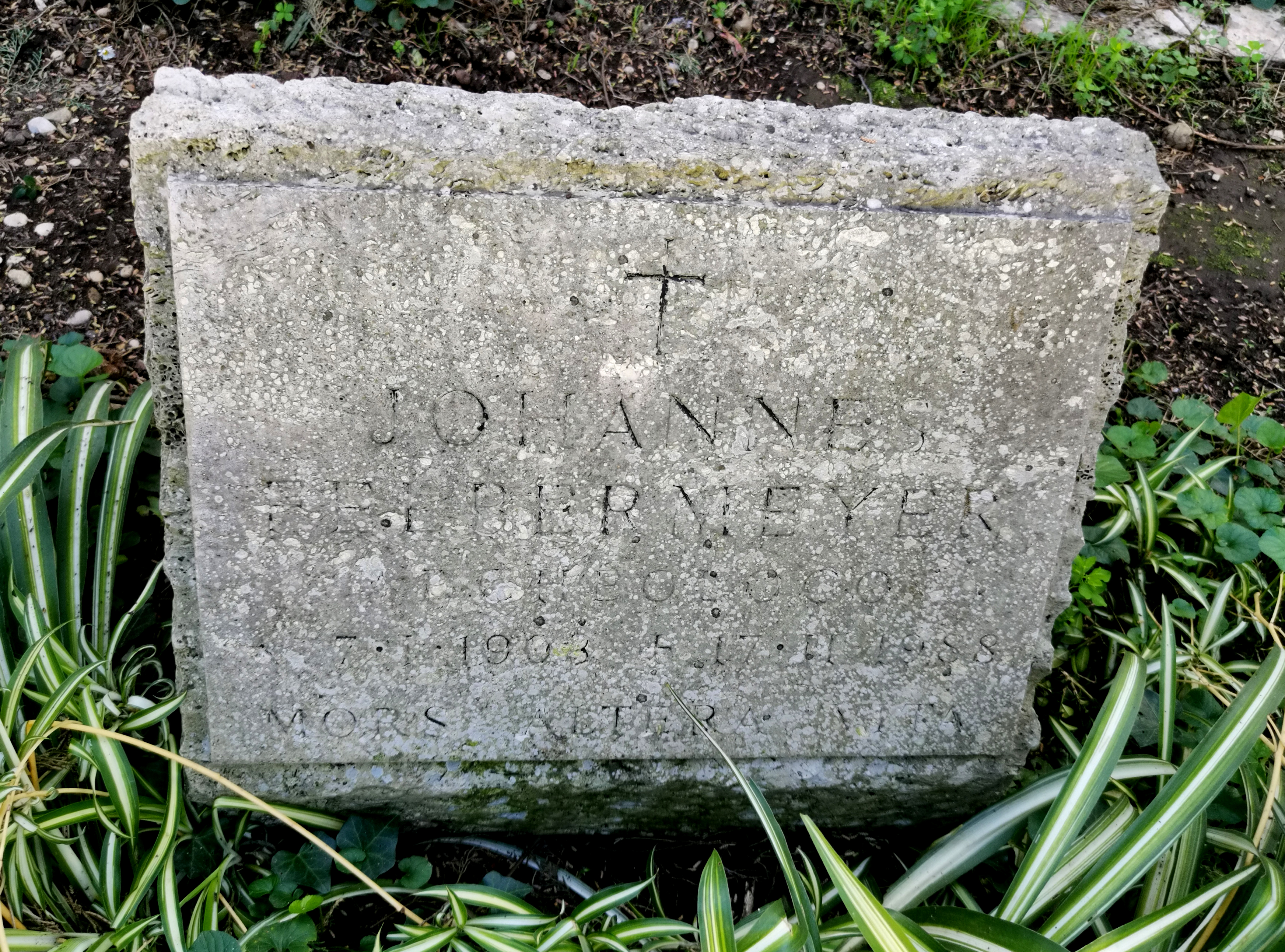
Grab auf dem Nichtkatholischen (Protestantischen) Friedhof Rom

Johannes Felbermeyer (* 7. Januar 1903 in München; † 17. Februar 1988 in Rom) war ein deutscher Fotograf.

## Leben
Hannes Felbermeyer, der Sohn von Josef und Christiane Katharina Felbermeyer, geb. Gross, besuchte von 1926 bis 1928 die Lehr- und Versuchsanstalt für Photographie in München.
Ab 1929 arbeitete er als Institutsfotograf am Deutschen Archäologischen Institut zu Rom. Der Bestand der Fotothek von 16.000 Negativen und 77.000 Abzügen im Jahre 1932 verdoppelte sich beinahe bis 1940/41. Aufnahmen vom Campo Santo in Pisa 1934, vom Konstantinsbogen in Rom 1935, dem Augustusbogen in Rimini 1938, aus dem Museum von San Vitale in Ravenna 1939 und einer Bronze 1941 bei einem Antiquitätenhändler in Rom waren ihm anhand datierter Negativnummern zuzuordnen. Im Winter 1943 fotografierte er – vor der alliierten Landung auf Sizilien – einen antiken Münzstempel in der Sammlung des Barons Agostino Pennisi di Floristella. Dessen Schloss bei Acireale diente als deutscher Stützpunkt und Funkstation zur Verbindung nach Afrika. Nach den Einträgen im Inventarbuch entstanden am 26. März 1943 Aufnahmen in Pompeji. Die Negativformate von 9 × 12 cm, 13 × 18 cm oder auf Kleinbildfilm wurden im Band 34 auf Seite 51 genau notiert.
Nach dem Zweiten Weltkrieg wirkte Felbermeyer bei der fotografischen Dokumentation geraubter, wiederaufgefundener, geborgener Kunstwerke im Münchner Central Collecting Point mit. Seine Sachaufnahmen bildeten die Grundlage für die kunstgeschichtliche Bestimmung und rechtmäßige Rückgabe einer Fülle kostbarer Kunstschätze. Aus der Zeit zwischen 1945 und 1949 hinterließ er eine Sammlung von 900 Vergrößerungen und 214 Negativen, die von der Forschungsabteilung des Getty Center digitalisiert wurden. Diese „Photo-Library“ erfasste systematisch die verschleppten Kulturgüter, hielt das praktische Vorgehen in dieser frühen Provenienzforschung fest. In einem Fotoalbum zum Abschied von Edwin C. Rae belegte er diese Arbeit ausführlich in zahlreichen Bildern.
Anschließend wandte er sich wieder der archäologischen Fotografie zu. Er reiste nach Pompeji, Herculaneum, Volterra, Tarquinia, Sperlonga und Chiusi, um Bildmaterial für wissenschaftliche Veröffentlichungen der Amerikanischen Akademie in der Villa Aurelia auf dem römischen Hügel Gianicolo zu schaffen. Mit einer Großformatkamera dokumentierte er Inschriften auf Bauwerken und Münzen, griechische, römische und etruskische Skulpturen, Mosaiken, Sarkophage auf dem Forum Romanum, dem Palatin und in Ostia. Sein Werk in dieser Zeit umfasste 83 Archivschachteln mit 10.500 Schwarzweißfotos und 25.000 Negativen.
Felbermeyer wurde begraben unter einem Travertinblock auf dem „Cimitero Acattolico per gli stranieri“, dem protestantischen Friedhof von Rom.